# Guadalupe Calderón
Guadalupe Calderón är en ort i Mexiko.   Den ligger i kommunen Tepeaca och delstaten Puebla, i den sydöstra delen av landet, 140 km öster om huvudstaden Mexico City. Guadalupe Calderón ligger 2 232 meter över havet och antalet invånare är 1 100.
Terrängen runt Guadalupe Calderón är platt åt sydost, men åt nordväst är den kuperad. Runt Guadalupe Calderón är det ganska tätbefolkat, med 120 invånare per kvadratkilometer. Närmaste större samhälle är Tecamachalco, 16,0 km sydost om Guadalupe Calderón. Omgivningarna runt Guadalupe Calderón är en mosaik av jordbruksmark och naturlig växtlighet.